# Lex spoletina

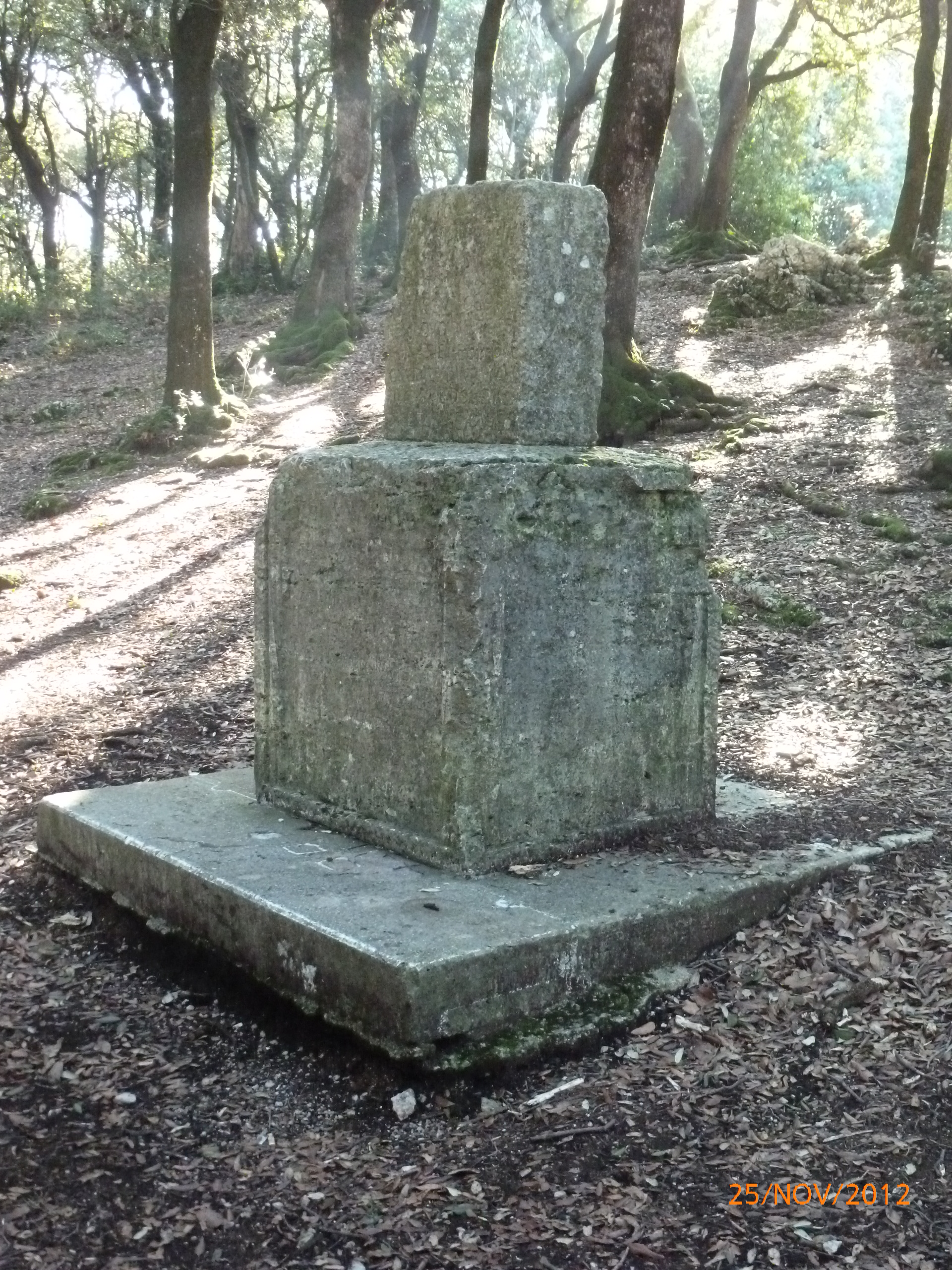
Riproduzione della Lex luci spoletina nel bosco sacro di Monteluco

La Lex spoletina o Lex luci spoletina è un documento epigrafico (catalogato: Lex spoletina CIL, XI, 4766) risalente agli ultimi decenni del III secolo a.C. e ai primi del II, inciso in latino arcaico su pietra calcarea. È composto da due iscrizioni in cui è possibile leggere regolamenti imposti sull'utilizzo dei boschi considerati sacri.
Entrambe sono conservate a Spoleto nel Museo archeologico nazionale. Il documento è noto come una delle più importanti e antiche testimonianze concernenti i luci nel mondo romano.

## Storia
Nel corso dei secoli i popoli nutrivano una certa paura delle foreste; al timore, spesso ingigantito con descrizioni fantasiose, univano un atteggiamento di sacra venerazione. Il legame con il bosco riconosciuto sacro, era di natura essenzialmente religiosa, l'addentrarvisi aveva soltanto finalità celebrative e rituali.
Il lucus pertanto era soggetto ad un regime del tutto particolare; molte azioni che sarebbero state perfettamente lecite in qualsiasi silva, erano severamente proibite e punite nel bosco sacro, dove assumevano un significato di vera e propria profanazione, da espiare con sacrifici pacificatori, spesso seguiti da multe.
La presenza di boschi sacri nel territorio spoletino è ben indicata, oltre che dalla toponomastica, dal ritrovamento di due esemplari epigrafici che costituiscono un primo esempio di norma forestale.

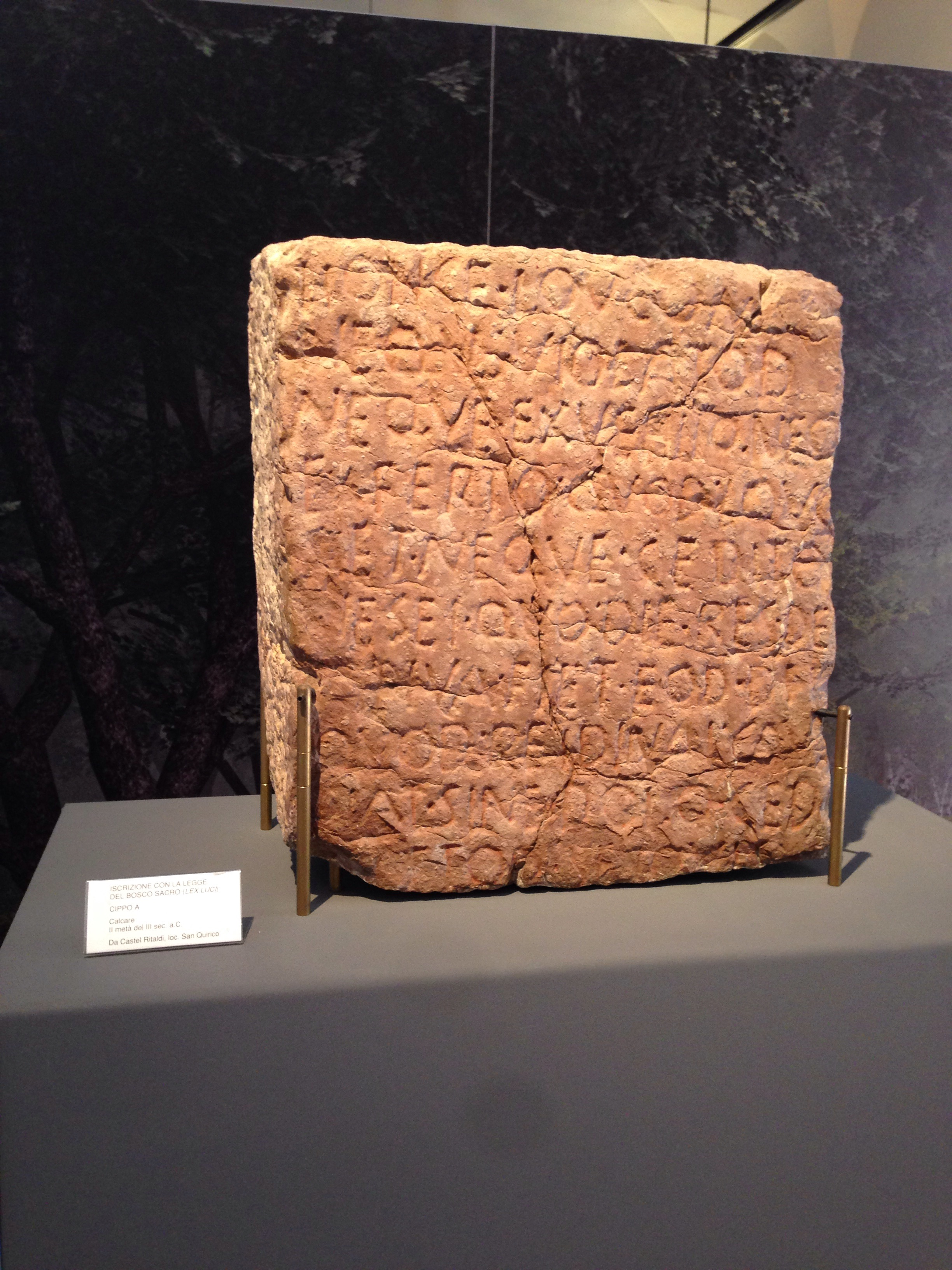
Lex spoletina, cippo originale ritrovato in località San Quirico

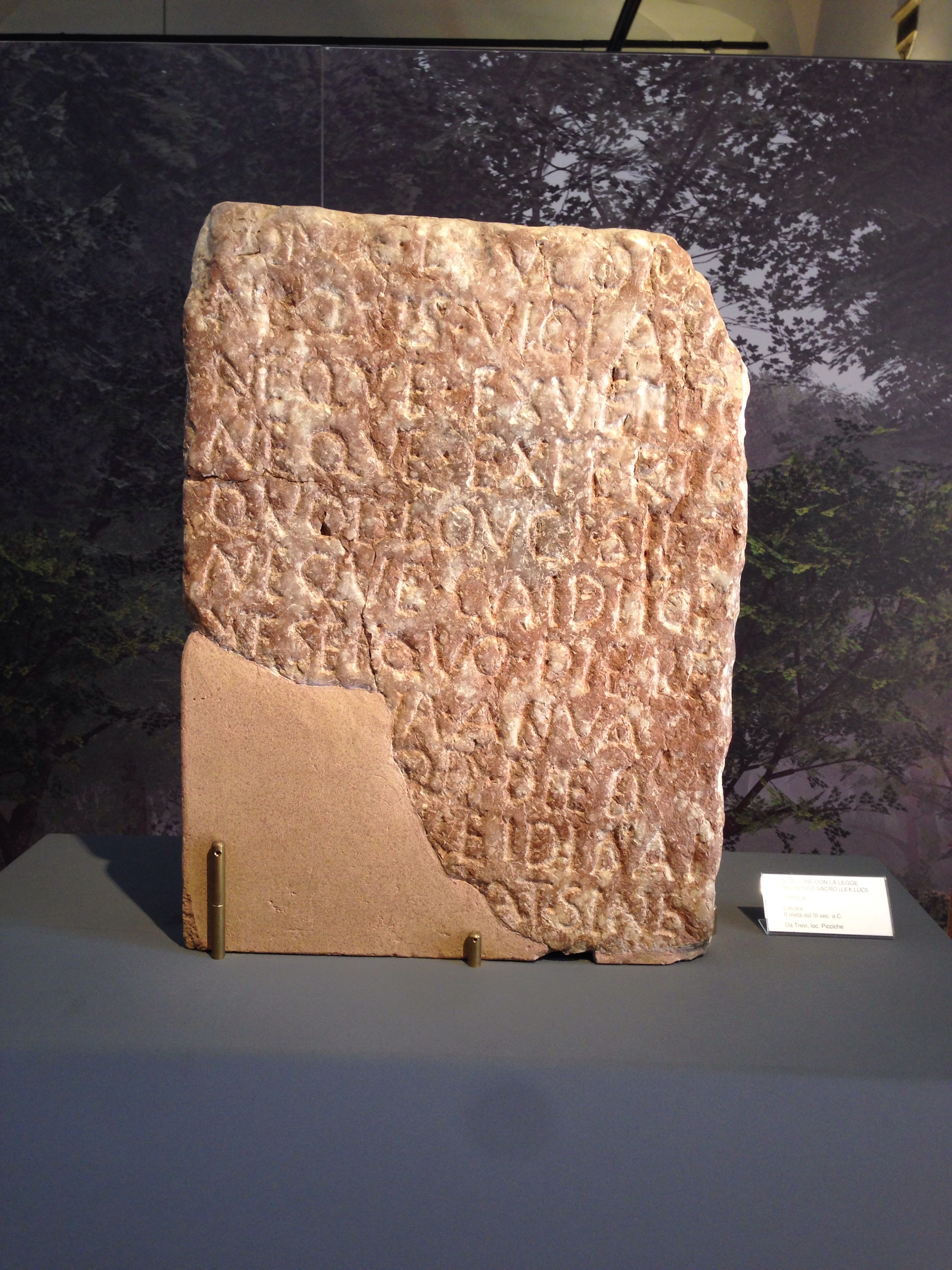
Lex spoletina, cippo originale ritrovato in località Picciche

### Il ritrovamento
Entrambi gli esemplari sono stati ritrovati dall'archeologo spoletino Giuseppe Sordini; 
- il primo è stato rinvenuto nel 1876; era murato nella parete di una piccola chiesa in località San Quirico di Castel Ritaldi a circa 13 km, da Spoleto[2]. Il testo è inciso su entrambe le facce principali di un cippo parallelepipedo di pietra locale, un calcare siliceo rosso detto colombino. Misura centimetri 55,7 x 51 x 23. Alcuni caratteri proseguono sulle facce laterali[3].

Il testo latino con le opportune integrazioni di lettere mancanti:
traduzione:
- Il secondo cippo, più malandato del primo, anch'esso quadrangolare, è stato ritrovato nel 1913; era incassato nella facciata della chiesa di Santo Stefano in Picciche, vicino Trevi, anch'essa a 13 km. da Spoleto[2]. Misura centimetri 63 x 48 x 14. Il testo occupa solo le due facce principali e ripete, con poche variazioni, le medesime parole del precedente documento.

I due testi e i relativi caratteri sono molto simili, pertanto, la quasi totalità degli studiosi, considera i due cippi contemporanei.
Non si conosce il luogo della loro collocazione originaria, né se abbiano subito spostamenti di alcuni chilometri prima di essere riutilizzati nei muri delle chiese. Fra i due luoghi di ritrovamento c'è una distanza di meno di 5 km.

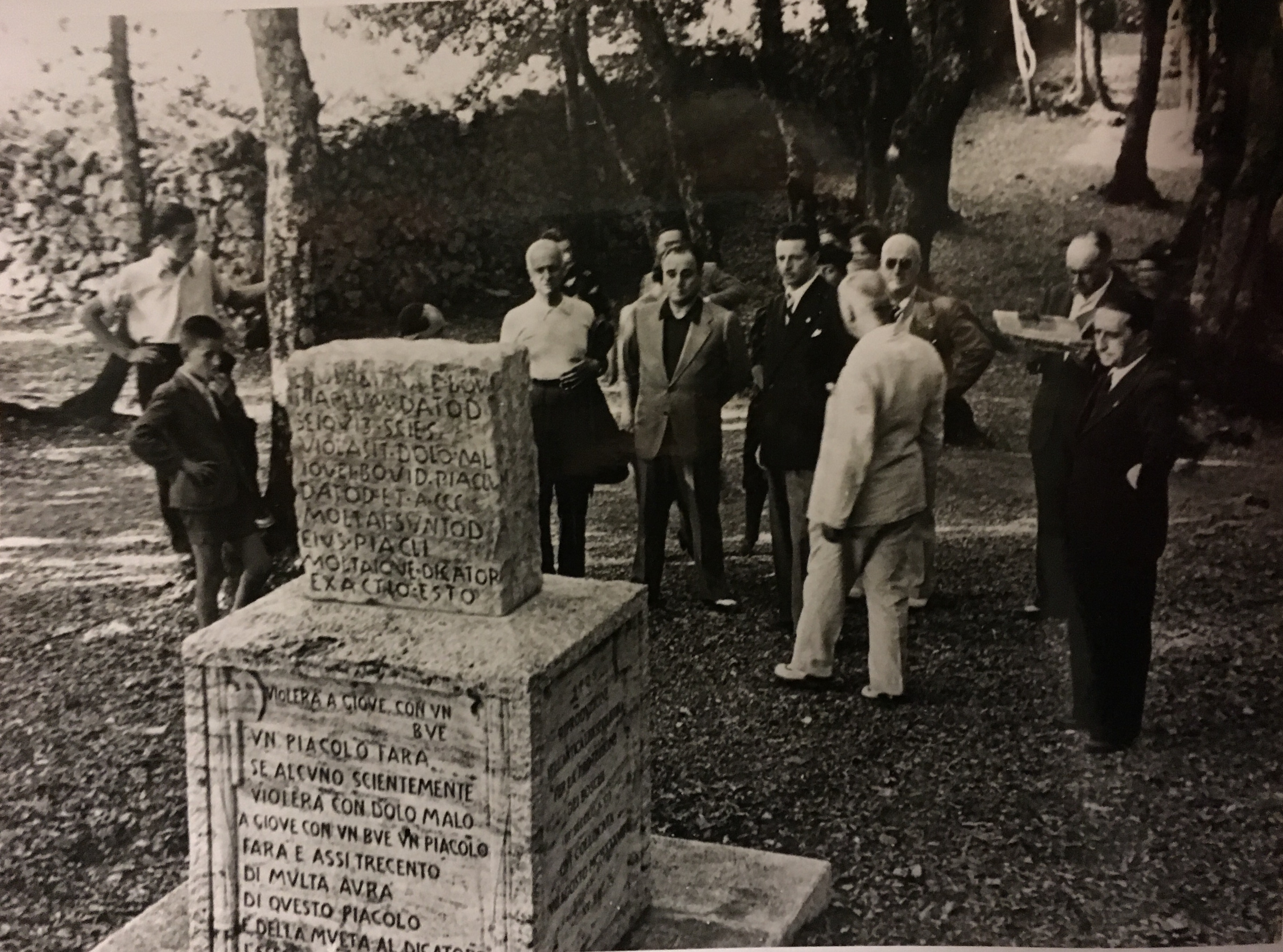
Monteluco. Beniamino Gigli in visita al bosco sacro. 1939

Le riproduzioni dei cippi originali, realizzate su disegni del professore Decio Scuppa, sono state collocate su di un piedistallo all'interno del bosco sacro di Monteluco nell'agosto del 1937 in memoria di Arnaldo Mussolini. Sono state restaurate alla fine del 2022 a cura dell'Associazione Amici di Spoleto onlus.
Le due iscrizioni hanno permesso di studiare il latino arcaico, il latino giuridico, il latino umbro e l'uso progressivo della lingua latina stessa; inoltre sono state più volte pubblicate come fonti per lo studio del diritto romano.

## La legge forestale
La prima norma avverte che nulla di ciò che costituisce un bosco sacro (frasche, rami secchi, tronchi caduti) può essere portato via. La seconda stabilisce che il taglio del bosco è ammesso solo in occasione delle cerimonie religiose annuali. Altri interventi in altri periodi con scopi diversi, sono proibiti e saranno espiati con il sacrificio di un bos a Giove, la principale divinità cui il lucus, nel caso specifico, era consacrato.
L'enunciato pertanto si articola sostanzialmente in tre punti:
- ciò che non vi si può fare (o si può fare in deroga solo in determinate circostanze)
- i sacrifici pacificatori e le ammende in caso di trasgressione
- l'organo competente alla sorveglianza e alla riscossione

Tale struttura si trova in altri documenti simili, in altre leges, di ambito sia latino sia italico; una di queste è la lex luci lucerina (CIL IX, 782, I², 401); essa, a differenza di quella spoletina, impone un esplicito divieto di profanazione con abbandono di cadaveri e immondizie.

## Il premio
Dal 1986 l'associazione Amici di Spoleto ha fatto della riproduzione della Lex Spoletina un riconoscimento a persone fisiche o giuridiche che abbiano contribuito alla concreta difesa del patrimonio storico, culturale e ambientale, alla conoscenza della città ed allo sviluppo della sua economia. Il premio viene assegnato ogni anno.